# Agrotis scruposa
Agrotis scruposa är en fjärilsart som beskrevs av Max Wilhelm Karl Draudt 1936. Agrotis scruposa ingår i släktet Agrotis och familjen nattflyn. Inga underarter finns listade i Catalogue of Life.